# نیکون اف۴
نیکون اف۴ (به انگلیسی: Nikon F4) یک دوربین عکاسی ساخت شرکت نیکون است.